# Носе (Франція)
Носе́ (фр. Nocé) — колишній муніципалітет у Франції, у регіоні Нормандія, департамент Орн. Населення — 800 осіб (2011).
Муніципалітет був розташований на відстані близько 135 км на південний захід від Парижа, 120 км на південний схід від Кана, 45 км на схід від Алансона.

## Історія
До 2015 року муніципалітет перебував у складі регіону Нижня Нормандія. Від 1 січня 2016 року належав до нового об'єднаного регіону Нормандія.
1 січня 2016 року Носе, Колонар-Корюбер, Дансе, Прео-дю-Перш, Сент-Обен-де-Груа i Сен-Жан-де-ла-Форе було об'єднано в новий муніципалітет Перш-ан-Носе.

## Демографія
Динаміка населення (INSEE ):
Розподіл населення за віком та статтю (2006):
| Стать | Всього | До 15 років | 15-24 | 25-44 | 45-64 | 65-85 | Понад 85 |
| --- | ------ | ----------- | ----- | ----- | ----- | ----- | -------- |
| Чоловіки | 403    | 103         | 52    | 108   | 104   | 32    | 4        |
| Жінки | 390    | 76          | 36    | 119   | 107   | 48    | 4        |
| \| Статево-вікова піраміда \| Статево-вікова піраміда \| Статево-вікова піраміда \| \| ----------------------- \| ----------------------- \| ----------------------- \| \| Чоловіки \| Вік \| Жінки \| \| 4 \| 85 + \| 4 \| \| 4 \| 80-84 \| 8 \| \| 8 \| 75-79 \| 12 \| \| 8 \| 70-74 \| 16 \| \| 12 \| 65-69 \| 12 \| \| 32 \| 60-64 \| 24 \| \| 24 \| 55-59 \| 39 \| \| 20 \| 50-54 \| 28 \| \| 28 \| 45-49 \| 16 \| \| 32 \| 40-44 \| 47 \| \| 20 \| 35-39 \| 20 \| \| 32 \| 30-34 \| 32 \| \| 24 \| 25-29 \| 20 \| \| 24 \| 20-24 \| 12 \| \| 28 \| 15-20 \| 24 \| \| 12 \| 10-14 \| 24 \| \| 32 \| 5-9 \| 24 \| \| 59 \| 0-4 \| 28 \| |        |             |       |       |       |       |          |
| Статево-вікова піраміда |        |             |       |       |       |       |          |
| Чоловіки | Вік    | Жінки       |       |       |       |       |          |
| 4 | 85 +   | 4           |       |       |       |       |          |
| 4 | 80-84  | 8           |       |       |       |       |          |
| 8 | 75-79  | 12          |       |       |       |       |          |
| 8 | 70-74  | 16          |       |       |       |       |          |
| 12 | 65-69  | 12          |       |       |       |       |          |
| 32 | 60-64  | 24          |       |       |       |       |          |
| 24 | 55-59  | 39          |       |       |       |       |          |
| 20 | 50-54  | 28          |       |       |       |       |          |
| 28 | 45-49  | 16          |       |       |       |       |          |
| 32 | 40-44  | 47          |       |       |       |       |          |
| 20 | 35-39  | 20          |       |       |       |       |          |
| 32 | 30-34  | 32          |       |       |       |       |          |
| 24 | 25-29  | 20          |       |       |       |       |          |
| 24 | 20-24  | 12          |       |       |       |       |          |
| 28 | 15-20  | 24          |       |       |       |       |          |
| 12 | 10-14  | 24          |       |       |       |       |          |
| 32 | 5-9    | 24          |       |       |       |       |          |
| 59 | 0-4    | 28          |       |       |       |       |          |

## Економіка
2010 року серед 492 осіб працездатного віку (15—64 років) 376 були активними, 116 — неактивними (показник активності 76,4%, у 1999 році було 66,7%). З 376 активних мешканців працювало 350 осіб (193 чоловіки та 157 жінок), безробітними було 26 (7 чоловіків та 19 жінок). Серед 116 неактивних 28 осіб було учнями чи студентами, 51 — пенсіонерами, 37 були неактивними з інших причин.

У 2010 році в муніципалітеті числилось 340 оподаткованих домогосподарств, у яких проживали 784,5 особи, медіана доходів виносила 16 744 євро на одного особоспоживача